# Rowan of Rin
Rowan of Rin ist das erste Buch einer fünfteiligen Fantasy-Reihe für Jugendliche namens The Journey der australischen Schriftstellerin Emily Rodda, das im Jahr 1993 beim Verlag Omnibus Books veröffentlicht wurde.

## Inhalt
Der Junge Rowan wohnt zusammen mit seiner Mutter und seiner jüngeren Schwester Annad in dem Dorf Rin. Im Unterschied zu seinem verstorbenen Vater, der als besonders mutig bekannt war und bei der Rettung des kleinen Rowans aus ihrem brennenden Haus ums Leben gekommen ist, gilt Rowan als furchtsam, einfältig und scheu. Lediglich zum Hüten der Bukshah-Herde des Dorfes ist er zu gebrauchen.
Eines Morgens wachen die Bewohner von Rin auf und stellen fest, dass der Bach, dessen Quelle auf dem Gipfel eines nahegelegenen Berges liegt, zu einem Rinnsal versiegt ist. Die Dorfbewohner sind alarmiert und verzweifelt, stellt doch das fehlende Wasser eine Bedrohung für die Bukshahs dar, die zum Pflügen der Äcker unerlässlich sind, eine reiche Quelle für Wolle und Milch darstellen und somit für die Bewohner von Rin überlebensnotwendig sind. 
Sechs der stärksten und mutigsten Dorfbewohner beschließen, den Berg zu besteigen, um die Ursache des ausgetrockneten Baches zu ergründen. Das Unterfangen gilt als überaus gefährlich, soll doch der Legende nach auf dem Gipfel ein feuerspeiender Drache hausen. Ehe die Gruppe ihre Wanderung antritt, holt sie sich von der Hexe Sheba Rat ein, wie der Berg bezwungen werden kann. Sheba quittiert ihr Anliegen mit einem mysteriösen Spruch und ausgerechnet Rowan, der Schwächling des Dorfes, erhält eine Landkarte, die den Weg zum Gipfel immer nur dann zeigt, wenn er sie in die Hand nimmt. Sehr zum Leidwesen der Gruppe muss Rowan diese daher notgedrungen begleiten.
Während der Reise zum Gipfel stehen die Wanderer immer wieder vor der Herausforderung, rätselhafte Sprüche auf der Karte zu entschlüsseln. Wie von der Hexe prophezeit scheitert ein Mitglied nach dem anderen an seinen Ängsten, muss aufgeben und umkehren. Der furchtsame Rowan hingegen erweist sich als der Mutigste, nachdem er sich allen Bedrohungen gestellt und sie trotz seiner Angst überwunden hat.
In der Drachenhöhle auf dem Gipfel des Berges angekommen, gelingt es Rowan, einen Knochen aus dem Rachen des Drachen zu entfernen, sodass dieser wieder wie früher Feuer speien und das Eis in und um seine Höhle herum schmelzen kann. Das Schmelzwasser stürzt durch einen Kanal im Inneren des Berges nach unten und tritt am Fuß des Berges als Bach zum Vorschein, der zum Dorf Rin hinunterfließt. Rowan rettet mit seinen Taten nicht nur seine geliebten Bukshahs, sondern alle Bewohner von Rin, deren Überleben von diesen sanften Tieren gesichert wird.

## Rezeption
Bridget Haylock schreibt in ihrer Buchrezension: „Mit Rowan of Rin hat Emily Rodda (eine der erfolgreichsten und produktivsten Autorinnen Australiens) eine gelungene Geschichte für Teenager abgeliefert, in der es darum geht, sich seinen Ängsten zu stellen, offen seine Meinung zu sagen und den Mut zu finden, das zu tun, was man für richtig hält. […] Rowan of Rin ist, ebenso wie die anderen Bände des fünfteiligen Zyklus The Journey, die typische Geschichte einer Suche. Geschickt webt die Autorin Rätsel mit ein, die der Leser lösen muss. Rowan, ein Held wider Willen, rettet zuerst sein Dorf, dann sein Volk und schließlich die Bukshah, von denen das Überleben der Gemeinschaft abhängt.“ Trevelyn E. Jones schreibt im School Library Journal: „Traditionelle Fantasy-Elemente und das Setting werden in einer rasanten und unterhaltsamen Geschichte präsentiert, die Fantasy-Liebhabern leicht gefallen dürfte.“

## Auszeichnungen
1994 wurde Rowan of Rin vom Children’s Book Council of Australia mit dem Book of the Year Award ausgezeichnet. 1996 wurde der Roman vom International Board on Books for Young People (IBBY) als Honour Book ausgezeichnet.

## Referenzen
Rowan of Rin ist in dem literarischen Nachschlagewerk 1001 Kinder- und Jugendbücher – Lies uns, bevor Du erwachsen bist! für die Altersstufe 12+ Jahre enthalten.

## Ausgaben
- Rowan of Rin. Omnibus Books, Australien 1993 (englisch).